# فاصل التيار الدوامي
فاصل التيار الدوامي يستخدم مجالاً مغناطيسيًا قويًا لفصل المعادن عن غير المعادن في النفايات. ويعتمد هذا الجهاز على التيارات الدوامية لتفعيل الفصل.
ويوضع فاصل التيار الدوامي على سير ناقل يحمل طبقة رقيقة من الفضلات المختلطة. وفي طرف السير الناقل، يوجد عضو دوار للتيار الدوامي. ويتم إلقاء المعادن من السير، في حين تسقط المواد غير المعدنية من على السير بكل بساطة بفعل الجاذبية. ويمكن أن تسبب معادن الحديدوز الأضرار للفاصل، وغالبًا ما تتم إزالتها من تدفق النفايات بشكل مغناطيسي قبل استخدام فاصل التيار الدوامي.
ويمكن أن تستخدم أجهزة فاصل التيار الدوامي أسطوانة دوارة تحتوي على مغناطيسات دائمة، أو يمكن أن تستخدم مغناطيسًا كهربيًا. وحسب نوع الفاصل، يمكن أن يتم فصل المواد التي تتم معالجتها فقط إلى فئتين، معادن وغير معادن، أو يمكن تقسيم تدفق المعادن المعالجة كذلك إلى معادن حديدوز ومعادن غير ذلك.

## وصلات خارجية
- "Equipment Spotlight: Eddy Current Separators". American Recycler. مارس 2002. مؤرشف من الأصل في 2013-01-05. {{استشهاد بدورية محكمة}}: الاستشهاد بدورية محكمة يطلب |دورية محكمة= (مساعدة)
- Eddy Current Separator Cogelme for non-ferrous metals separation - Info and Video in Cogelme site